# Pteroglossus bailloni
Pteroglossus bailloni là một loài chim trong họ Ramphastidae.